# Premio Real Academia Española
El Premio Real Academia Española es un galardón literario entregado por la Real Academia Española desde el 2004, cuando decidió reunir en un solo galardón las diferentes condecoraciones que entregó hasta el año anterior. El premio se otorga con periodicidad anual alternando entre las categorías de creación literaria e investigación filológica.
El ganador recibe una medalla conmemorativa y una suma económica, que para el 2021 era de 20 000 euros.

## Premio a la mejor creación literaria
| Año  | Obra                       | Autor                      | Género                     |
| ---- | -------------------------- | -------------------------- | -------------------------- |
| 2004 | En esto creo               | Carlos Fuentes             | Ensayo                     |
| 2006 | Doctor Pasavento           | Enrique Vila-Matas         | Novela                     |
| 2008 | Los peces de la amargura   | Fernando Aramburu          | Cuento                     |
| 2010 | Península, península       | Hernán Lara Zavala         | Novela                     |
| 2012 | El umbral                  | María Victoria Atencia     | Poesía                     |
| 2014 | Las reputaciones           | Juan Gabriel Vásquez       | Novela                     |
| 2016 | Noviembre                  | Jorge Galán                | Novela                     |
| 2018 | El perpetuo exiliado       | Raúl Vallejo               | Novela                     |
| 2020 | Premio declarado desierto. | Premio declarado desierto. | Premio declarado desierto. |
| 2022 | La forastera               | Olga Merino                | Novela                     |
| 2024 | Premio declarado desierto. | Premio declarado desierto. | Premio declarado desierto. |

## Premio a la mejor investigación filológica
| Año  | Obra                                                                     | Autor                                                         |
| ---- | ------------------------------------------------------------------------ | ------------------------------------------------------------- |
| 2005 | Edición crítica de Cancionero general                                    | Joaquín González Cuenca                                       |
| 2007 | La predicación en la orden de la Santísima Trinidad                      | Félix Herrero Salgado                                         |
| 2009 | Atlas lingüístico de Nicaragua                                           | María Auxiliadora Rosales Solís                               |
| 2011 | Tesoro léxico canario-americano                                          | Cristóbal Corrales Dolores Corbella                           |
| 2013 | Diccionario de términos médicos                                          | Real Academia Nacional de Medicina                            |
| 2015 | Documentos públicos y privados del siglo XVI                             | Beatriz Arias Álvarez                                         |
| 2017 | Edición crítica de El Criticón                                           | José Enrique Laplana Luis Sánchez Laílla María Pilar Cuartero |
| 2019 | Diccionario de toponimia de Canarias: los guanchismos. Tomos I, II y III | Maximiano Trapero                                             |
| 2021 | Emilia Pardo Bazán                                                       | Isabel Burdiel                                                |
| 2023 | Grupos léxicos paratácticos en la Edad Media romance                     | Santiago del Rey Quesada                                      |